# Božična zvezda
Božična zvezda (znanstveno ime Euphorbia pulcherrima) je rastlina iz družine mlečkovk, ki izvira iz Mehike.
Rastlina, ki so jo Azteki imenovali zvezdna roža v divjini, zraste v obliki grma, doseže pa višino do 5 metrov. Po svetu se je razširila po zaslugi ameriškega ambasadorja v Mehiki, Joela Robertsa Poinsetta, ki jo je leta 1828 prinesel v ZDA. Po njem se v angleščini ta rastlina imenuje poinsettia. Rastlino je Poinsett razmnožil in jo poslal različnim botaničnim vrtovom po svetu. 
Prvo božično zvezdo v loncu naj bi prodali leta 1850 v ZDA.

## Nega
Božične zvezde najbolje uspevajo v svetlih prostorih, nanje pa ne sme padati direktna sončna svetloba. Kadar ne cveti, je najprimernejša temperatura okolja med 20 in 22°C, med cvetenjem pa je bolje, da je temperatura še nekoliko nižja. Po cvetenju rastline ne smemo pretirano zalivati. 
Božična zvezda spada med rastline »kratkega dne«, kar pomeni, da se ji cvetovi in ovršni listi začnejo razvijati šele, ko se skrajša čas dnevne svetlobe. Dnevna svetloba osem tednov pred cvetenjem ne sme presegati 10 ur, tako pa lahko gojitelji dokaj natančno regulirajo začetek cvetenja.

## Strupenost
V javnosti, predvsem v ZDA še danes zmotno mnenje, da je božična zvezda strupena. Izvor za to gre morda iskati v tem, da je večina rastlin iz njenega rodu strupenih ter v tem, da njeno ime v angleščini (poinsettia) zveni podobno kot beseda strup (poison). Napačno pojmovanje se je razširilo z urbano legendo leta 1919, ko naj bi dveletni otrok umrl po tem, ko je zaužil list božične zvezde. Resnica je, da je rastlina le rahlo strupena, za smrt pa bi moral otrok pojesti okoli 600 listov rastline. Rastlina pa je res neprimerna za osebe, alergične na lateks. 

## Galerija
- Deblo Jayanti v  Buxa Tiger Reserve-u v Jalpaiguri, Indija.
- Cvetovi
- Grm božične zvezde
- Božično drevo v San Diegu, izdelano iz božičnih zvezd
- Rožnata božična zvezda
- Božična zvezda
- Božična zvezda doma
- Božična zvezda v Afriki